# Франческо Морлакі
Франческо Морлакі (італ. Francesco Morlacchi або Франческо Джузеппе Бальдассарре Морлакі (італ. Francesco Giuseppe Baldassarre Morlacchi 14 червня 1784, Перуджа, Папська область — 28 жовтня 1841, Інсбрук, Австрійська імперія) — італійський композитор.

## Життєпис
Франческо Джузеппе Бальдассаре Морлакі народився 14 червня 1784 в Перуджі, в Папській області в родині скрипаля Алессандро Морлакі і Вірджинії Теренціо. Початкову музичну освіту здобув у батька і у двоюрідного діда по материнській лінії, Джованні Маццетті, органіста кафедрального собору. Продовжив навчання музики у Луїджі Карузо, капельмейстера кафедрального собору, засновника і директора громадської музичної школи в Перуджі.
В цей час майбутнім композитором були написані перші твори — в 1802 «Хресна дорога» (італ. Via crucis) на вірші Франческо Марії Сартореллі для церкви Сан Анджело, в 1803 кантата «Ангели біля Гробу Господнього» (італ. Gli angeli al divino sepolcro) і «12 сонатин для фортепіано або клавесина» (італ. 12 Sonatine per pianoforte o cembalo Між 1803 і 1804 вчився в Лорето у Миколи Цінгареллі, але в 1804, незадоволений методами викладання, перейшов в Болонью до Станіслао Маттеї. 
16 липня 1805 був прийнятий до місцевої Академії Філармоніка. 
Між 1805 і 1806 роками написав кілька духовних та інструментальних творів — «Quoniam для двох басів і оркестру» (італ. Quoniam per due bassi e banda) і «Tantum ergo для тенора, валторни і фагота з оркестром» (італ. Tantum ergo per tenore, fagotto e corno obbligati e orchestra обидва твори для церкви Святої Трійці в Болоньї, кантати «У похвалу музиці» (італ. In lode della musica) для сопрано, хору і оркестру, «В похвалу Наполеона» (італ. In lode di Napoleone) для голосу з оркестром, «Кантата на весілля Ізольди Ерколані і Раньєро Сімонетті» для голосу з оркестром, «Кантата графу Уголино» для сопрано і струнного квартету на XXXIII Пісня «Пекла» з «Божественної комедії» Данте Аліг'єрі, «Сонати для органу» (італ. Sonate per organo) з присвятою графу Просперо Рануцці.
У 1806 композитор поставив низку опер інших композиторів, для деяких з яких написав кілька арій.
У 1805 році Франческо Морлакі одружився з Ганною Фабріци, від якої у нього в 1809 році народився син П'єтро Марія, який помер в 1828. Дружина супроводжувала композитора під час гастролей Італією і Німеччиною. Він не був вірний дружині і мав коханку Августу Бауер, від якої мав четверо дітей — Емілія, Алессандро, Теодоро і Франческа.
У вересні 1807року композитор отримав місце капельмейстера кафедрального собору Урбіно, але відмовився від нього, почавши кар'єру оперного композитора. 
У 1807 у Флоренції відбулася прем'єра його першої опери «Відчайдушний поет» (італ. Il poeta disperato і слідом у Вероні була поставлена його інша опера-буф «Портрет» (італ. Il ritratto).
У 1808 в Пармі з успіхом пройшла прем'єра його опери «Конрадин» (італ. Corradino), поставленої потім в театрах Риму і Мілана. 
У Римі навесні 1809 року композитор представив публіці оперу-серіа «Принцеса про запас» (італ. La principessa per ripiego) і оперу-буф «Сімончіно» (італ. Il Simoncino), а в 1810 оперу-серіа «Данаїді» (італ. Le Danaidi). Успіх опери «Гіперместра» ( італ. Ipermestra) за лібрето П'єтро Метастазіо у вересні того ж року приніс йому призначення на місце капельмейстера Італійської опери в Дрездені, спочатку в якості асистента Йозефа Шустера, а з 1811 в якості довічного капельмейстера.
У 1809 в Мілані на сцені театру Ла Скала були поставлені його опера-буф «Пригоди за день» ( італ. Le avventure di una giornata) і кантата «Сафо на Лефкас» (італ. Saffo in Leucade) для контральто Марії Марколіні, родички графа Камілло Марколіні, міністра при дворі Саксонського короля, надавав заступництво Франческо Морлаккі в Дрездені. 
Під час роботи капельмейстером композитор, поряд з духовними творами, продовжив писати для сцени. 
Першою оперою, написаною ним у Дрездені в 1811 році була опера «Рауль де Креки» (італ. Raoul di Créquy). Далі були в 1816 опери «Химерний жаль» (італ. La capricciosa pentita) і «Севільський цирульник» (італ. Il barbiere di Siviglia), в 1817 опера «Простячка з Пірні» (італ. La semplicetta di Pirna).
З 1817 по 1826 диригентом Німецької опери в Дрездені був Карл Марія фон Вебер, з яким у Франческо Морлакі часом траплялися суперечності. В цей час опери композитора ставилися, головним чином, в Італії — в 1818 опера «Боудікка» (італ. Boadicea) в театрі Сан Карло в Неаполі, в 1818 і 1821 опери «Жан Паризький» (італ. Gianni di Parigi) і «Донна Аврора» ( італ. Donna Aurora) в театрі Ла Скала в Мілані, в 1822, 1824 і 1828 опери «Тибальде та Ізоліна» (італ. Tebaldo e Isolina «Хільда д'Авенель» (італ. Ilda d’Avenel) і «Сарацини на Сицилії» (італ. I Saraceni in Sicilia) в театрі Ла Феніче у Венеції, в 1828 році опера «Колумб» (італ. Colombo) в театрі Карло Феліче в Генуї. Найкращою виставою критики визнали оперу «Тибальде та Ізоліні» на лібрето Гаетано Россі з кастратом-сопраністом Джованні Баттістою Веллуті в головній ролі. В цей же час композитор активно співпрацював з лібреттистом Феліче Романі.
У 1823 в Дрездені була поставлена опера Франческо Морлакі «Юність Генріха V» (італ. La gioventù di Enrico V). Його остання опера «Франческа да Ріміні» (італ. Francesca da Rimini) залишилася незакінченою.
У 1826 Морлакі заснував благодійне товариство з надання матеріальної допомоги вдовам музикантів капели при дворі курфюрстів Саксонії. Франческо Морлакі був членом Академії образотворчих мистецтв і літератури в Перуджі (прийнятий 1 серпня 1802), Академії Філармонік в Болоньї (прийнятий 16 липня 1805) філармонічного оркестру Августа в Перуджі (прийнятий 25 квітня 1809), Академії образотворчого мистецтва у Флоренції (прийнятий 21 червня 1816), Спілки філармонічного оркестру в Бергамо (прийнятий 15 березня 1824), Академії образотворчого мистецтва в Перуджі (прийнято 27 липня 1834) філармонічного оркестру служителів Святого Гробу Господнього (прийнятий 7 квітня 1835) і Академії Святої Цецилії в Римі (прийнятий 15 січня 1839). На згадку про останню подію він написав духовний твір «Diffusa est gratia для чотирьох голосів, органу та оркестру» (італ. Diffusa est gratia), вперше прозвучало в Дрездені на день святої Цецилії в 1840.
Під час останньої поїздки в Італію в жовтні 1841 року композитор був уже серйозно хворий і захотів зустрітися зі своєю дружиною в Перуджі, але помер по дорозі в Інсбруку в 28 жовтня 1841 року. 
14 січня 1842 в кафедральному соборі Перуджі відбулася урочиста панахида за померлим з виконанням «Реквієму», який був написаний Франческо Морлакі для Фрідріха Августа Саксонського.
1874 року його ім'я було присвоєне найбільшому театру в Перуджі, який був заснований в 1781 році і до перейменування називався театр Вердзаро. 
1951 року останки композитора були перенесені з Інсбрука в кафедральний собор Перуджі.

## Творча спадщина
Творча спадщина композитора включає 25 опер (2 не закінчені), 3 ораторії, 10 великих мес з оркестром, 2 реквієму, кантати, численні духовні, інструментальні та вокальні твори.